# Jonas Widén (tenor)

Fotografi föreställande OD:s ”äldsta kvartett”, som bestod av Jonas Widén, Erik Gustaf Schram, Carl Rupert Nyblom, Oscar Arpi och Johan Gottfrid Wibelius.

Jonas Widén, född 17 december 1829, död 12 oktober 1885, var en svensk tenorsångare och präst.
Widén var filosofie magister, kunglig hovpredikant och kyrkoherde i Vintrosa pastorat i Strängnäs stift. Han stiftade Sångsällskapet Orphei Drängar 30 oktober 1853.